# The Tremeloes
The Tremeloes — британський біт-гурт, утворений 1966 року у місті Дагенхем. До складу гурту ввійшли: Рік Вест (Rick West), справжнє ім'я Річард Вествуд (Richard Westwood), 7.05.1943, Дагенхем, Велика Британія — гітара, вокал; Алан Блеклі; Дейв Манден (Dave Munden), 12.12.1943, Дагенхем, Велика Британія — ударні та Алан Говард (Alan Howard), 17.10.1941, Дагенхем, Велика Британія — бас.
Коли популярний британський гурт Brian Poole & The Tremeloes 1966 року розпався, існувала думка, що оновлений гурт здобуде більший успіх, ніж його колишній фронтмен. Так воно і трапилось. Реформований склад гурту не тільки залишив далеко позаду Брайна Пула, але виявився ще кращим за попередній. У травні 1966 року Ховарда замінив Майк Кларк (Mike Clark). Однак через три місяці місце Кларка зайняв Лен «Чіп» Хоукс (Len «Chip» Hawkes), 11.11.1946, Лондон — вокал, бас, чий сильний голос і хлопчачий вигляд змінив попередній імідж групи.
Перші два сингли нового складу Tremeloes — нова версія «Blessed» Пола Саймона та переробка «Good Day Sunshine» гурту The Beatles — не здобули успіху, проте третій — «Here Comes My Baby» Кета Стівенса потрапив до Тор 10 по обидва боки Атлантики. Також великим хітом виявилась наступна композиція «Silence Is Golden» з репертуару Four Season, що у виконанні Tremeloes опинилась на вершині чарту.
У наступні роки The Tremeloes видали серію хіт-синглів, наприклад, «Even The Bad Times Are Good», «Suddenly You Love Me», «Helule Helule» та «My Little Lady», а під кінець шістдесятих років змінили одяг і відійшли від старої продукції, записуючи власний матеріал. Перший сингл з цієї серії «(Call Me) Number One», який зайняв "друге місце, став найкращим прикладом того, що дуже, честолюбиві твори в змозі принести Tremeloes ще більшу славу. Гурт проголосив, що відтепер буде грати більш важку музику, а своїх фанів, які давно купували їх альбоми, назвав кретинами. Новий репертуар гурту потрапив на альбом «Master», і хоча ця робота не збільшила коло прихильників, проте сингл з твором «Me & My Life», що входив до «Master» потрапив до Тор 20.
Пізніше The Tremeloes все частіше почали виступати у клубах, де їх концерти сприймалися з ентузіазмом. 1974 року Чіп Хоукс переїхав до Нешвілу, США, і розпочав сольну кар'єру, а у січні 1975 року по його слідах пішов Алан Блеклі.

## Дискографія
- 1967: Here Comes The Tremeloes
- 1967: The Tremeloes: Alan, Dave, Rick & Chip
- 1967: Here Comes My Baby
- 1968: 1958/68 World Explosion
- 1969: The Tremeloes Live In Cabaret
- 1970: Greatest Hits
- 1970: Master
- 1974: Shiner
- 1976: Don't Let The Music Die
- 1983: As It Happened
- 1985: Silence Is Golden
- 1987: Greatest Hits
- 1990: The Ultimate Collection